# آی‌دی‌ان‌ان‌ای
آی‌دی‌ان‌ان‌ای (به انگلیسی: IDNNA) با فرمول شیمیایی C۱۳H۲۰NO۲I یک ترکیب شیمیایی با شناسه پاب‌کم ۱۳۵۰۵۶ است. که جرم مولی آن ۳۴۹٫۲۱۱ g/mol می‌باشد. 